# Michel (football, 1986)
Pour les articles homonymes, voir Michel.
Michel Souza da Silva, plus communément appelé Michel  (né le 22 août 1986 à São Paulo, Brésil), est un footballeur brésilien. Il évoluait au poste d'attaquant.

## Carrière
Il commence sa carrière au Portugal avec le club de Penafiel.
Il rejoint en 2011 le Paços de Ferreira, club de 1re division portugaise.
Fin août 2012, il signe en faveur du Sporting Braga.